# Rostrobagatus microps
Rostrobagatus microps là một loài chân đều trong họ Janiridae. Loài này được Mueller miêu tả khoa học năm 1993.